# 冰島語語言純化主義
冰岛语中的語言純化主义是指一些人為阻止冰岛语引入新的外来语借词而用旧冰岛语和旧北欧语（古諾斯語）的词根创造新的词汇。19世纪初開始，就有人在鼓吹冰岛语語言純化主义，要將冰島語中来自丹麦語的借词剔除。現在又擴大至英语借词。冰岛政府則設立冰岛研究所、冰岛语言委员会、冰岛语言基金支持此類意識形態和主張。

## 崇高冰岛语
崇高冰岛语（Háíslenska、Háfrónska）是一种人工语言，由比利时人约瑟夫·布拉克曼斯（Jozef Braekmans）创建，目的在于从现代冰岛语中将外来词语驱逐出去，加以“纯洁化”。但使用這門人工語言的人並不多。